# Stanskogel
De Stanskogel is een 2757 meter hoge bergtop in de Lechtaler Alpen in de Oostenrijkse deelstaat Tirol.
Langs de zuidflank van de berg loopt de Lechtaler Höhenweg, het stuk tussen de Leutkircher Hütte en het Kaiserjochhaus. De zuidwestelijke kam heeft een tussentop, de Hirschpleißkopf (2549 meter), waarna de berg afloopt naar de Almajurjoch (2237 meter), waar zich de Leutkircher Hütte bevindt. Aan de oostkam bevindt zich de Bergleskopf (2577 meter), die overgaat in de Kaiserjoch (2310 meter) waar zich het Kaiserjochhaus bevindt. De bergkam Schwarze Grat verbindt de Stanskogel met de 2769 meter hoge Fallesinspitze. De berg bestaat uit krijtleisteen en kalksteen.
De Stanskogel werd reeds voor 1880 door cartografen beklommen. De eerste gedocumenteerde toeristische beklimming stamt uit 1884. Ene Spiehler beklom de top toen vanuit het westen. Een tocht over de oostkam werd voor het eerst ondernomen door Forcher en Mayr in 1897.
De makkelijkste route naar de top is de gemarkeerde klimtocht vanuit de Leutkircher Hütte via de Hirschpleißkopf. In het bovenste deel zijn in deze klim enkele beveiligingsmaatregelen getroffen. De tocht duurt ongeveer twee uur. Ook vanaf de Lechtaler Höhenweg, die over de Hirschpleißkopf loopt, kan de top worden beklommen. De tocht over de oostelijke kam via de Bergleskopf bevat stukken tot klimmoeilijkheidsgraad IV. Op de Berlgeskopf zijn namelijk steile broze stukken met gras. Verder zijn er talrijke klimmen via de zuidflank of de noordelijke kam die echter voeren over dusdanig broze rotsen, dat zij als niet lonend worden beschouwd.